# Michel Schroeder
Michel Schroeder (* 1995) ist ein deutscher Jazzmusiker (Trompete, Arrangement, Komposition) und Bigband-Leader.

## Leben und Wirken
Schroeder, der in Lübeck aufwuchs und am Johanneum zu Lübeck mit Abitur abschloss, lernte nach dem Vorbild seines Vaters, durch den er auch früh zum Jazz kam, Trompete. Er studierte an der Hochschule für Musik und Theater Hamburg und gründete dort 2018 für seinen Bachelorabschluss sein Large Ensemble, ein Orchester, das mit acht Bläsern und Rhythmusgruppe einerseits einer Big Band ähnelt, durch die Hinzunahme von vier Streichern und einer Harfe aber auch Klangmöglichkeiten des Tanzorchester-Formats realisieren kann. Anschließend absolvierte er in Hamburg bis 2021 sein Masterstudium Jazzkomposition bei Wolf Kerschek. Zu seinen Lehrern zählt weiterhin der Jazzmusiker und Pädagoge Lars Seniuk. 
Sein Michel Schroeder Ensemble spielt Crossoverstücke mit Elementen von Swing, Techno, Free-Jazz, Latin und Klassik, vor allem Eigenkompositionen. 2021 erschien bei Laika Records das Debütalbum Bunt mit diesem Klangkörper. Mit seinem Quintett trat er 2021 bei JazzBaltica auf.
Schroeder erhielt 2018 auf dem Travejazz-Festival den Lübecker Jazzpreis. 2021 wurde er mit dem Jazzförderpreis Schleswig-Holstein auszeichnet.